# Hyphoderma multicystidium
Hyphoderma multicystidium är en svampart som först beskrevs av Hjortstam & Ryvarden, och fick sitt nu gällande namn av Hjortstam & Tellería 1990. Hyphoderma multicystidium ingår i släktet Hyphoderma och familjen Meruliaceae.   Inga underarter finns listade i Catalogue of Life.